# Obszar Chronionego Krajobrazu Okolice Żydowo-Biały Bór
Obszar Chronionego Krajobrazu Okolice Żydowo-Biały Bór – obszar chronionego krajobrazu położony we wschodniej części województwa zachodniopomorskiego na terenie gmin: Bobolice, Polanów i Biały Bór (wszystkie to gminy miejsko-wiejskie). 

## Położenie
Obszar ma kształt asymetrycznej klepsydry ze zwężeniem w miejscowości Biały Bór, z większą, północną częścią obejmującą fragment Pojezierza Bytowskiego i mniejszą, południową obejmującą fragment Doliny Gwdy. Na północy obszar kontaktuje się z Obszarem Chronionego Krajobrazu Jezioro Bobięcińskie ze Skibską Górą, a na południu z obszarami chronionego krajobrazu Las Drzonowski i Na południowy wschód od Jeziora Bielsko.

## Historia i status prawny
Obszar objęty został ochroną na podstawie Uchwały Nr X/46/75 Wojewódzkiej Rady Narodowej w Koszalinie z dnia 17 listopada 1975 r. w sprawie stref chronionego krajobrazu (Dz. Urz. WRN w Koszalinie Nr 9, poz. 49). Obszar obejmował wówczas ochroną 12 350 ha. Po reformie administracyjnej w 1999 roku znalazł się w granicach województwa zachodniopomorskiego. Ochrona obszaru została podtrzymana rozporządzeniem Wojewody Zachodniopomorskiego. W 2003 dotychczasowa strefa ochrony krajobrazu uznana została za obszar chronionego krajobrazu i przyjęte zostały ujednolicone zakazy obowiązujące we wszystkich obszarach tej formy ochrony w województwie, skorygowane w 2005 i później wielokrotnie modyfikowane przez Sejmik Województwa Zachodniopomorskiego (8-krotnie w latach 2009–2018). W uchwale z roku 2016 zmieniono powierzchnię obszaru na 12 376,3 ha.

## Charakterystyka krajobrazu
Obszar chroni młodoglacjalny krajobraz pojezierny obfitujący w jeziora, małe zbiorniki wodne i torfowiska. Wyróżniającym się obiektem na terenie obszaru chronionego krajobrazu, chronionym w randze rezerwatu przyrody jest Jezioro Iłowatka. To zbiornik lobeliowy stanowiący siedlisko dla tak rzadkich gatunków jak: lobelia jeziorna (Lobelia dortmanna), poryblin jeziorny (Isoëtes lacustris), brzeżyca jednokwiatowa (Litorella uniflora). Pozostałe jeziora w granica obszaru są eutroficzne: Przyradź, Oblica, Cieszęcino, Łobez, Białoborskie Małe i Bielsko. W północnej części obszaru znajduje się szczytowo-pompowa Elektrownia Żydowo wykorzystująca różnicę poziomów między jeziorami Kamiennym (górnym) i Kwiecko (dolnym).
Część zagłębień terenowych zajmują torfowiska wysokie i przejściowe, najlepiej zachowane przy południowym brzegu Jeziora Bobięcińskiego Wielkiego.
Powierzchniowo w obszarze dominują lasy, głównie z drzewostanami mieszanymi. Do najcenniejszych lasów pod względem przyrodniczym należą buczyny w okolicy jezior Bobięcińskiego Wlk. i Cieszęcińskiego.
W obszarze występują liczne gatunki zwierząt, w tym z rzadszych płazów: traszka zwyczajna, grzebiuszka ziemna, ropucha paskówka i rzekotka drzewna, a z ptaków: brodziec samotny, dzięcioł zielony, lerka, pliszka górska, muchołówka mała.

## Nadzór
Nadzór nad obszarem sprawuje Sejmik Województwa Zachodniopomorskiego.